# ۴۳ (میلادی)
۴۳ (میلادی) چهل و سومین سال تقویم میلادی است.

## رویدادها
بر اساس مکان
بریتانیا
فتح بریتانیا توسط روم:
- مه - آئولوس پلاتیوس، که (احتمالاً) از بولونی (بونونیا) در رده‌بندی بریتانیا عبور می‌کرد، با چهار لژیون رومی (۲۰۰۰۰ نفر) و به همان تعداد نیروی کمکی در روتوپیا (احتمالاً ریچبورو امروزی) در ساحل شرقی کنت پیاده شد.[۱]ژنرال وسپاسیان (امپراتور آینده) نقش مهمی در شکست بریتانیایی‌ها به رهبری برادران کاراتاکوس و توگودومنوس (رهبران کاتوویان) در نبرد دو روزه مدوی ایفا می‌کند.[۲](احتمالاً در رودخانه‌ای نزدیک روچستر) و رومی‌ها آنها را به عقب و از رودخانه تیمز عقب راندند؛ توگودومنوس اندکی پس از آن درگذشت.[۱]پلاتیوس در کنار رود تیمز توقف می‌کند و امپراتور را فرا می‌خواند.
- سپتامبر - امپراتور کلودیوس، که با نیروهای کمکی از جمله فیل‌های جنگی از راه می‌رسد،[۲]رهبری لشکرکشی به کامولودونوم (کولچستر امروزی) را بر عهده دارد. یازده پادشاه بریتانیا، احتمالاً از جمله پادشاهان آیسنی و بریگانتس، بدون هیچ جنگی تسلیم می‌شوند.[۱][۳][۴]پلاتیوس اولین فرماندار بریتانیای رومی می‌شود.[۱]
- وسپاسیان شروع به تسخیر جنوب غربی می‌کند.[۵]
- رومی‌ها شروع به ساخت قلعه‌هایی مانند قلعه پیتربورو و جاده‌ای کردند که بعدها به خیابان ارمین تبدیل شد.[۶]
- رومی‌ها یک سکونتگاه بریتون‌ها را در کنت تصرف کردند و نام آن را به دورورنوم کانتیاکوروم (کانتربری امروزی) تغییر دادند؛ و یک قلعه رومی برای محافظت از گذرگاه رودخانه کنتیش استور تأسیس کردند.[۶]
- لندن رومی (لندینیوم) در کنار رودخانه تیمز تأسیس شد.[۱]

امپراتوری روم
- جولیا لیویا، دختر دروسوس ژولیوس سزار، به تحریک مسالینا، همسر کلودیوس، اعدام می‌شود.[۷]
- کلودیوس لیکیا را در آسیای صغیر ضمیمه می کند و آن را با پامفیلیا به عنوان یک استان رومی ترکیب می کند.[۸]
- رومی‌ها اکنون کنترل کامل دریای مدیترانه را در دست دارند.[۹]

آسیای مرکزی
- جنگ بین هون‌های شمالی و جنوبی آغاز می‌شود.

ویتنام
- خواهران جنگجوی ترانگ پس از شکست مقاومتشان در نانیو، خودکشی می‌کنند.[۱۰]
- ویتنام به عنوان یکی از استان‌های چین تعیین شده است.[۱۱]

پارت
- پادشاه وردان یکم اشکانی، شهر سلوکیه در کنار دجله را مجبور به تسلیم کرد.[۱۲]

بر اساس موضوع
دین
- در مسیحیت ارتدکس قبطی، مرقس انجیل‌نویس اولین پاپ اسکندریه می‌شود و بدین ترتیب کلیسای مسیحی را در آفریقا تأسیس می‌کند.

## زادگان
- مارشال، شاعر رومی (تاریخ تقریبی)

## درگذشتگان
- امیلیا لپیدا، اشراف‌زاده رومی، نامزد کلودیوس (متولد ۵ پیش از میلاد)

- آپیوس جونیوس سیلانوس، کنسول روم (اعدام شد)

- جولیا لیویا، دختر دروسوس ژولیوس سزار (اعدام شد)

- توگودومنوس، پادشاه کاتوویالونی

- خواهران چینگ، رهبران نظامی ویتنام (تاریخ تقریبی)